# Wahlen zum Repräsentantenhaus der Vereinigten Staaten 1994
Die Wahlen zum Repräsentantenhaus der Vereinigten Staaten 1994 fanden am 8. November 1994 in der Mitte der ersten Amtsperiode von Präsident Bill Clinton statt; es handelte sich also um sogenannte Halbzeitwahlen (midterm elections). Gleichzeitig fanden die Wahlen zum Senat statt, bei denen ein Drittel der Senatoren gewählt wurde.
Im Ergebnis führten sie zu dramatischen Verlusten der Demokratischen Partei, die 54 Sitze an die Republikanische Partei verlor. Die Republikaner konnten dagegen alle in den Wahlen 1992 gewonnenen Wahlbezirke behaupten. Diese Wahlen beendeten die seit 1954 bestehende demokratische Mehrheit im Repräsentantenhaus. Ursache dieses Erdrutschsieges waren eine Serie von Skandalen in der Führungsriege der Demokratischen Partei. Dies erlaubte es den Republikanern, unter der Führung von Newt Gingrich einen Wahlkampf zu führen, der sich gegen das vermeintlich korrupte Washingtoner Establishment richtete. Dazu kamen der missglückte Versuch der Regierung Clinton einer Gesundheitsreform mit geplanter Einführung einer allgemeinen Krankenversicherungspflicht und die unter den Konservativen hochgradig unpopulären Pläne zur Verschärfung des Waffenrechts (gun control).
Ein sehr wichtiger Faktor bei der Wahl war die religiöse Rechte (die sogenannten "wiedergeborenen" oder "evangelikalen Christen", born-again or evangelical Christians), die einen Wählerblock von erheblicher Bedeutung darstellten. Der Anteil dieser Wähler wurde auf etwa 27 % geschätzt und war im Vergleich mit den Vorjahren immer weiter angestiegen (geschätzt 18 % 1988, 24 % 1992). Diese religiösen Rechten waren ganz überwiegend Anhänger der Republikanischen Partei (zu 76 % gegenüber 24 % Demokraten).
Bei der Wahl verloren auch viele bekannte demokratische Politiker, so auch der bisherige Sprecher des Repräsentantenhauses, Tom Foley, ihre Mandate. Newt Gingrich folgte ihm im Amt des Speaker.

## Die Wahlergebnisse

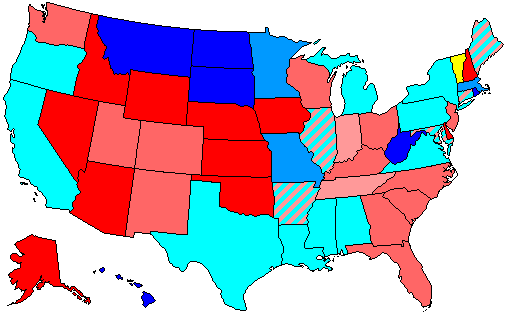
Mehrheit der Sitze im Repräsentantenhaus nach Bundesstaat:
80,1–100 % der Sitze für die Demokraten
60,1–80 % der Sitze für die Demokraten
60 % oder weniger der Sitze für die Demokraten
60 % oder weniger der Sitze für die Republikaner
60,1–80 % der Sitze für die Republikaner
80,1–100 % der Sitze für die Republikaner
80,1–100 % der Sitze für unabhängige Kandidaten

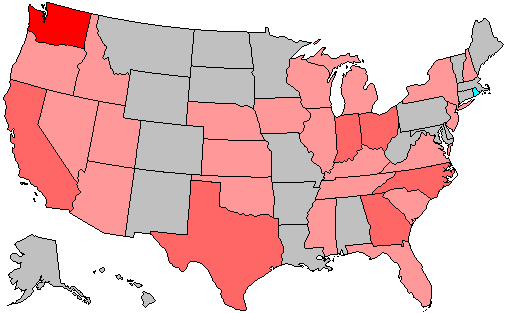
1–2 Sitze durch die Republikaner hinzugewonnen
3–5 Sitze durch die Republikaner hinzugewonnen
6+ Sitze durch die Republikaner hinzugewonnen
keine Änderung in der Sitzverteilung

| Parteien                                          | Parteien           | Sitze | Sitze | Sitze | Sitze   | Stimmen    | Stimmen | Stimmen  |
| ------------------------------------------------- | ------------------ | ----- | ----- | ----- | ------- | ---------- | ------- | -------- |
| Parteien                                          | Parteien           | 1992  | 1994  | +/−   | Stärke  | Stimmen    | %       | Änderung |
|                                                   | Republikaner       | 176   | 230   | +54   | 52,9 %  | 36.325.809 | 51,5 %  | +6,7 %   |
|                                                   | Demokraten         | 258   | 204   | −54   | 46,9 %  | 31.542.823 | 44,7 %  | −5,2 %   |
|                                                   | Unabhängige        | 1     | 1     | ±0    | 0,2 %   | 497.403    | 0,9 %   | −0,4 %   |
|                                                   | Libertarian Party  | –     | –     | –     | –       | 415.944    | 0,6 %   | −0,3 %   |
|                                                   | Conservative Party | –     | –     | –     | –       | 302.735    | 0,4 %   | +0,1 %   |
|                                                   | Natural Law Party  | –     | –     | –     | –       | 62.556     | 0,1 %   | ±0,0 %   |
|                                                   | Green Party        | –     | –     | –     | –       | 40.177     | 0,1 %   | ±0,0 %   |
|                                                   | Andere Parteien    | –     | –     | –     | –       | 1.306.201  | 1,9 %   | −0,7 %   |
| Gesamt                                            | Gesamt             | 435   | 435   | 0     | 100,0 % | 70.493.648 | 100,0 % | –        |
| Quelle: Election Statistics - Office of the Clerk |                    |       |       |       |         |            |         |          |